# Ү
Ue ou Straight U (Ү ү; itálico: Ү ү) é uma letra da Escrita cirílica  É uma forma da Letra cirílica U (У у У у) com uma linha vertical, envés de uma diagonal no centro. Enquanto a  U Cirílica padrão asemelha-se ao y Latino Ue em vez disso, usa o formato de um Y latino maiúsculo, com cada letra definida mais alta ou mais baixa para estabelecer sua caixa. A caixa baixa lembra a caixa baixa da Letra grega gamma
Ue é usado nos alfabetos do Bashkir, Buriata, Kalmyk, Cazaque, Quirguiz, Mongol, Sakha, Turcomeno, Tatar e outras línguas. Ele comumente representa as vogais frontais arredondadas /y/ e /ʏ/, exceto em Mongol, onde representa o som /u/